# Bryan Pringle
Bryan Pringle (Tamworth, 19 gennaio 1935 – Londra, 15 maggio 2002) è stato un attore britannico che lavorò per decenni per il teatro, il cinema e la televisione.

## Biografia
Studiò recitazione all'Accademia d'Arte Drammatica di Londra. Nel 1958, sposò l'attrice Anne Jameson con cui restò sposato fino alla morte di lei nel 1999. Dal matrimonio nacquero due figli.
Gran parte della sua carriera fu televisiva, ma comparve anche in alcuni film tra cui Sabato sera domenica mattina. Lavorò spesso con Ken Russell, sia nei suoi film televisivi girati per la BBC che al cinema.

## Filmografia
- Le rotaie della morte (The Challenge), regia di John Gilling (1960)
- Sabato sera domenica mattina (Saturday Night and Sunday Morning), regia di Karel Reisz (1960)
- I nomadi (The Sundowners), regia di Fred Zinnemann (1960)
- Ponte di comando (H.M.S. Defiant), regia di Lewis Gilbert (1962)
- Come ho vinto la guerra (How I Won the War), regia di Richard Lester (1967)
- Il cerchio di sangue (Berserk), regia di Jim O'Connolly (1967)
- Diamanti a colazione (Diamonds for Breakfast), regia di Christopher Morahan (1968)
- Il boy friend (The Boy Friend), regia di Ken Russell (1971)
- Brazil, regia di Terry Gilliam (1985)
- Luna di miele stregata (Haunted Honeymoon), regia di Gene Wilder (1986)
- Giochi nell'acqua (Drowning by Numbers), regia di Peter Greenaway (1988)
- Tre scapoli e una bimba (3 Men and a Little Lady), regia di Emile Ardolino (1990)
- Restoration - Il peccato e il castigo (Restoration), regia di Michael Hoffman (1995)
- Biancaneve nella foresta nera (Snow White: A Tale of Terror), regia di Michael Cohn (1997)
- La leggenda del pianista sull'oceano, regia di Giuseppe Tornatore (1998)
- B. Monkey - Una donna da salvare (B. Monkey), regia di Michael Radford (1998)